# Andrzej Stołyhwo
Andrzej Stołyhwo (ur. 2 stycznia 1939 w Wilnie, zm. 18 kwietnia 2016) – polski specjalista technologii żywności i żywienia, prof. dr hab. inż.

## Życiorys
Syn urzędnika Antoniego Stołyhwo i Wandy z Oświęcimskich. Po zdaniu matury w Biskupcu Reszelskim podjął studia na Wydziale Chemicznym Politechniki Gdańskiej. W 1968 obronił pracę doktorską, a w 1988 uzyskał stopień doktora habilitowanego. 2 września 2004 nadano mu tytuł profesora w zakresie nauk rolniczych. Pracował w Bydgoskiej Szkole Wyższej, oraz w Katedrze Techniki i Technologii Gastronomicznej na Wydziale Nauk o Żywieniu Człowieka i Konsumpcji Szkole Głównej Gospodarstwa Wiejskiego w Warszawie.
Był kierownikiem Zakładu Analizy i Oceny Jakości Żywności na Wydziale Chemicznym Politechniki Gdańskiej.
Zmarł 18 kwietnia 2016. Został pochowany na gdańskim cmentarzu Srebrzysko (rejon VI, taras IV-2-1).

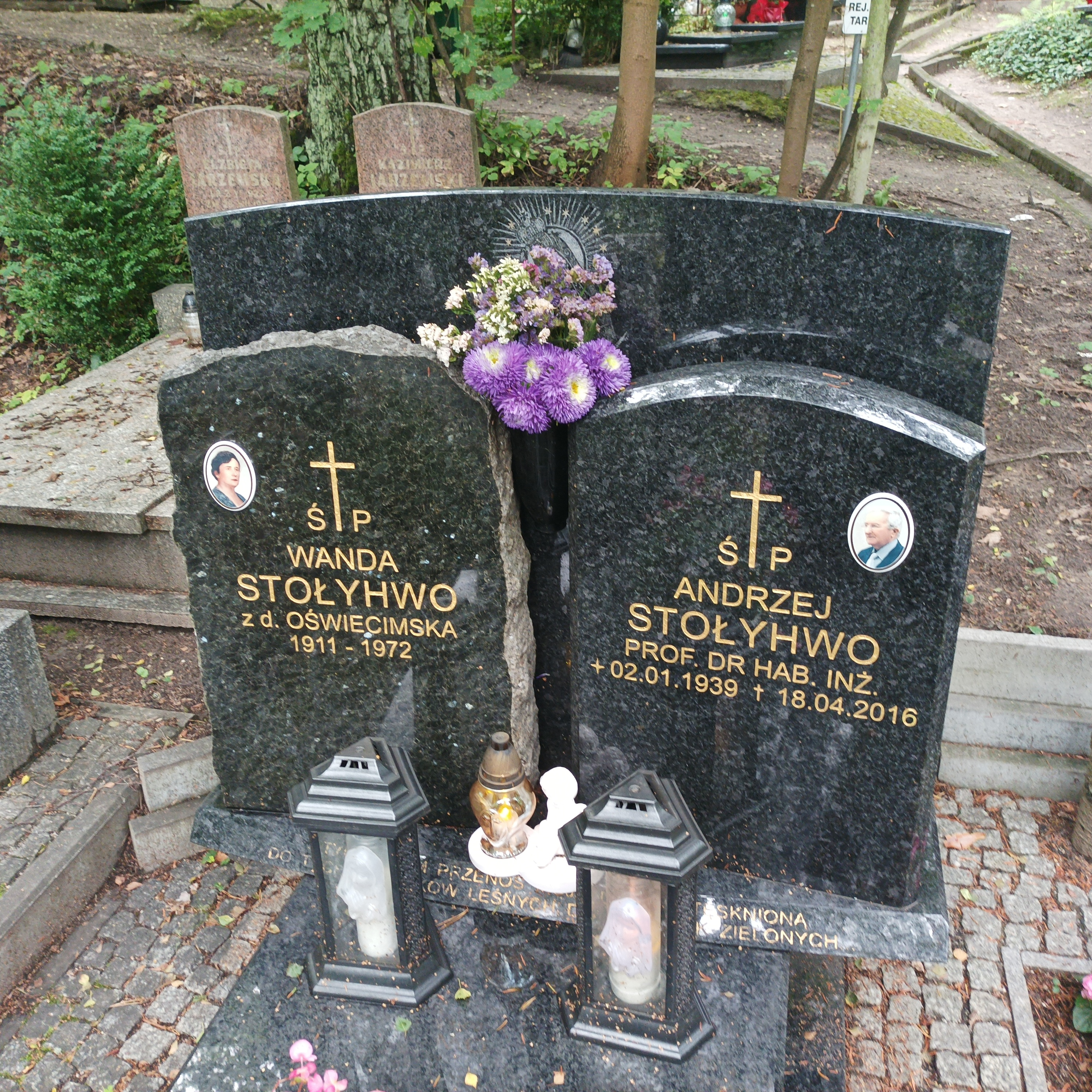
Grób prof. Andrzeja Stołyhwy na cmentarzu Srebrzysko

## Odznaczenia
- Krzyż Kawalerski Orderu Odrodzenia Polski (1999)[6]